# Christa Rühl
Christa Rühl, Geburtsname Federhardt, (* um 1942; †  1. Juli 1997 in Stockhausen (Grünberg)) war eine deutsche Tischtennisspielerin. Sie nahm an der Weltmeisterschaft 1969 teil.

## Werdegang
Rühl spielte um 1960 bei Eintracht Wetzlar, später bei Eintracht Frankfurt und schließlich beim Gießener SV. Sie holte dreizehn Titel bei Hessenmeisterschaften, nämlich siebenmal im Einzel (1965–1967 und 1969–1972), viermal im Doppel (1969 mit Hannelore Wörtche, 1970 mit Hannelore Gessinger, 1971 und 1972 mit Gerlinde Glatzer) und zweimal im Mixed (1969 und 1971 mit Günter Köcher). Bei den Südwestdeutschen Meisterschaften gewann sie 1965 im Einzel und 1972 im Doppel mit Gerlinde Glatzer. In der Saison 1969/70 blieb sie in der Oberliga mit einer Bilanz von 18:0 ungeschlagen.
Mehrfach nahm Rühl an den Nationalen Deutschen Meisterschaften teil. Dabei wurde sie 1965 Dritte im Einzel und 1969 Dritte im Mixed mit Günter Köcher.
1969 wurde Rühl für die Individualwettbewerbe der Weltmeisterschaft nominiert. Dabei kam sie im Einzel kampflos eine Runde weiter und siegte dann gegen Djurdja Duganic (Jugoslawien). Gegen die spätere Bronzemedaillengewinnerin Maria Alexandru (Rumänien) verlor sie glatt. Im Doppel mit Monika Block kam sie nach einem Sieg über Rigmor Sörensen/Berit Ommedal (Norwegen) und einem kampflosen Gewinn in die dritte Runde, wo sie gegen das spätere Weltmeisterpaar Swetlana Grinberg/Soja Rudnowa (SU) ausschied.

## Privat
Um 1968 heiratete Federhardt und trat dann unter dem Namen Rühl auf.

## Turnierergebnisse
| Verband | Veranstaltung     | Jahr | Ort     | Land | Einzel    | Doppel    | Mixed     | Team |
| ------- | ----------------- | ---- | ------- | ---- | --------- | --------- | --------- | ---- |
| FRG     | Weltmeisterschaft | 1969 | München | FRG  | letzte 64 | letzte 32 | letzte 64 |      |